# Silvio Coppola
Silvio Coppola (Brindisi, 1920 – Milano, 1985) è stato un architetto, designer e grafico italiano.

## Biografia
Laureato in Architettura al Politecnico di Milano.
Come architetto realizza edifici a Baghdad, città universitarie nello Zaire, abitazioni e strutture alberghiere in diverse città italiane, divenendo nel 1965 architetto progettista del Fondo Europeo di Sviluppo della Cee. Nell'ambito del design d'interni, dell'industrial design e della comunicazione visiva, Coppola opera come consulente e collaboratore presso grandi industrie italiane ed estere tra cui Bayer, Bernini, Montecatini, Monteshell, Zucchi, Cinzano, Alessi, Cassina, Parmalat, Feltrinelli.
Nel 1967 fonda con Munari, Grignani e altri il gruppo di ricerca Exhibition design, operante particolarmente nel settore del pre-design.
Ottiene la Palma d'oro della pubblicità nel 1962 e il Premio Rizzoli nel 1966. Socio dell'ADI, dell'AIGA di New York e dell'AGI, di cui ricopre per due anni l'incarico di vicepresidente.
A lui si deve lo studio e la realizzazione dell'etichetta del Tignanello (1971) noto e pluri-premiato vino delle cantine Antinori. In seguito ha disegnato altre etichette tra le quali quelle dei vini della famiglia Ceretto: Blangè, Dolcetto, Nebbiolo, Barbera, Barolo e Barbaresco (1981).
Fu docente di design alla Gesamthochschule di Essen e all'Università di Wuppertal.
Suoi lavori sono esposti in vari musei americani ed europei.